# Jacek Szymczak
Jacek Szymczak (ur. 6 sierpnia 1974 w Bydgoszczy, zm. 3 czerwca 2015 w Pucku) – polski reżyser, operator filmowy, fotograf, producent.

## Życiorys
Absolwent PWSFTviT im. Leona Schillera w Łodzi – w 2004 ukończył Wyższe Studium Realizacji Telewizyjnej. W 2011 uzyskał stopień doktora sztuki filmowej na Wydziale Operatorskim PWSFTviT im. Leona Schillera w Łodzi.
Był wykładowcą Państwowej Wyższej Szkoły Filmowej, Telewizyjnej i Teatralnej im. Leona Schillera w Łodzi na Wydziale Operatorskim i Produkcji Filmowej. Wykładał również na Uniwersytecie Jagiellońskim na Wydziale Dziennikarstwa i Komunikacji Społecznej oraz w Akademii Krakowskiej na wydziale produkcji. Był współzałożycielem i wykładowcą TVN Media School – programu edukacyjnego dla telewizyjnych i filmowych twórców zrzeszonych w telewizji TVN. W latach 2010–2013 wykładowca Film Spring Open.
Od 2001 był związany z telewizją TVN. Pracował m.in. na planach filmów fabularnych Kiler w reż. Juliusza Machulskiego, Przedwiośnie w reż. Filipa Bajona czy Na Koniec świata Magdaleny Łazarkiewicz oraz przy telewizyjnych produkcjach, w tym: Sekrety Chirurgii, Szpieg, Cela, Misja Martyna, Wyprawa Robinson, Druga Twarz, Moja Krew, Krótka piłka, Superwizjer. Producent i reżyser filmów niezależnych: Piwnice Diabła, Film Spring Man – Sławomir Idziak, Big Han – Adam Hanuszkiewicz, Kobieta Twoja, Uciekając przed, Droga do..., Wielki Błękit Morza Czerwonego, Pod ciśnieniem, Zdobywcy Nieba.
Zmarł 3 czerwca 2015 po ciężkiej chorobie nowotworowej.

## Filmografia
Filmy fabularne
- 1997: Kiler – fotosy
- 1999: Na koniec świata – fotosy, asystent reżysera
- 2000: Przedwiośnie – fotosy
- 2005: 1409. Afera na zamku Bartenstein – zdjęcia

Filmy dokumentalne
- 1999: Pokolenia XXI – scenariusz, zdjęcia, realizacja, produkcja
- 1999: Lustro – zdjęcia, operator kamery
- 2000: Zdobywcy nieba / Słowacja – scenariusz, zdjęcia, realizacja, produkcja
- 2002: Krótka piłka, 4 odcinki / Słowenia, Serbia – zdjęcia, operator kamery
- 2003: Przystanek Woodstock – operator kamery
- 2004: Kobieta twoja – scenariusz, zdjęcia, reżyseria
- 2004: Jan Paweł II i górale / Watykan – zdjęcia, operator kamery
- 2005: Big Han. Adam Hanuszkiewicz – scenariusz, zdjęcia, realizacja, produkcja
- 2005: Lech Wałęsa w Texasie / USA – zdjęcia, realizacja
- 2005: Dudi – zdjęcia, operator kamery
- 2005: Cela, 13 odcinków / Brazylia, Szwecja, Norwegia, Dania, Włochy – zdjęcia, operator kamery
- 2006: Wielki błękit Morza Czerwonego / Egipt – scenariusz, zdjęcia, realizacja, produkcja
- 2008: Szpieg, 6 odcinków / Meksyk, USA, Rosja – zdjęcia, operator kamery
- 2008: Pod ciśnieniem / Egipt – scenariusz, zdjęcia, reżyseria, produkcja
- 2009: Film Spring Man. Sławomir Idziak, 10 odcinków – scenariusz, realizacja, zdjęcia
- 2010: Piwnice diabła – scenariusz, reżyseria, operator kamery, produkcja
- 2011: Seurios Game – reżyseria, zdjęcia, produkcja
- 2012: Szum – reżyseria, zdjęcia, produkcja
- 2012: Sekrety chirurgii – reżyseria montażu
- 2013: Sokół – reżyseria, zdjęcia, produkcja

## Nagrody
- 2004: Festiwal NURT – wyróżnienie za stworzenie nietypowego portretu Adama Hanuszkiewicza w filmie pt. Big Han, w którym był reżyserem, autorem zdjęć i producentem
- 2008: Najlepszy film dokumentalny / nominacja do OFFSKARA za film Pod ciśnieniem
- 2008: Nagroda za najlepszą reżyserię za film Pod ciśnieniem – Festiwal Polskich Filmów Fabularnych w Zawierciu
- 2013: „Flisak Toffifest dla wybitnego twórcy filmowego” na 11. Międzynarodowym Festiwalu Filmowym TOFIFEST w Toruniu 2012